# Namu
Namu (marš. Namo), atol od 51 otočića u sastavu Maršalovih Otoka, dio lanca Ralik.

## Zemljopis
Nalazi se 62 km jugo-jugoistočno od Kwajaleina i 45 km sjeverozapadno od Ailinglaplapa.
Središnja laguna zauzima površinu od 397,6 km2.

## Stanovništvo
| broj stanovnika | 482   | 597   | 493   | 654   | 801   | 903   |
|                 | 1958. | 1967. | 1973. | 1980. | 1988. | 1999. |